# Clara Basteh
 (août 2017).
Si vous disposez d'ouvrages ou d'articles de référence ou si vous connaissez des sites web de qualité traitant du thème abordé ici, merci de compléter l'article en donnant les références utiles à sa vérifiabilité et en les liant à la section « Notes et références ».
Clara Basteh, née le 10 juin 1957 à Paris, est une romancière française. 

## Biographie
Elle publie un premier recueil, Quatre-vingts pour cent de poésie, en 1974, sous la houlette du fanzine underground Antirouille. 
Son deuxième recueil, Enfant du rock est publié en 1990.
Clara Basteh évolue bien plus tard vers la littérature érotique, publiant en 2007 aux Éditions Blanche Itinéraire d’une scandaleuse, un roman pour adultes qui relate le cheminement d’un couple qui découvre dans le libertinage un nouvel art de vivre, avec un  tome 2, Vie d’une libertine. 
Clara Basteh publie en 2012 avec Correspondance charnelle (en gare du désir) aux Éditions Tabou.

## Romans et nouvelles
- 2006 : Téléphone Rose, Pulsions de Femmes (collectif), Éditions Blanche
- 2007 : Itinéraire d’une scandaleuse, Éditions Blanche (réédition chez Pocket)
- 2008 : Vie d’une libertine, Éditions Blanche (réédition chez France Loisirs)
- 2008 : Photos de charme, Jouissances de Femmes (collectif), Éditions Blanche  (ISBN 978-2846281874)
- 2009 : Escapade, Rêves de Femmes (collectif), Éditions Blanche  (ISBN 978-2846282130)
- 2010 : L'Antre du Maître, Folies de Femmes (collectif), Éditions Blanche  (ISBN 978-2846282437)
- 2011 : Hôtel Méridien, Secrets de Femmes (collectif), Éditions Blanche
- 2011 : Anthologie littéraire de la fellation (collectif), Éditions Blanche
- 2012 : Anthologie littéraire de la jouissance (collectif), Éditions Blanche
- 2012 : Correspondance charnelle (en gare du désir), Éditions Tabou